# Баттиста, Ллойд
Ллойд Макатир Баттиста (Lloyd McAteer Battista, 14 мая 1937, Кливленд, Огайо) — американский актёр и сценарист.

## Биография
Баттиста изучал актерское мастерство в «Carnegie Tech’s Drama School» и впоследствии работал в различных направлениях. На Бродвее он играл в Чикаго в «Sexual Perversity» и в Royal Shakespeare Company в «The Homecoming». На телевидении неоднократно появлялся в качестве приглашённого актёра в мини-сериале Техас и в примерно в десятке телевизионных фильмов. В течение пяти лет он играл в сериале CBS Love of Life. Его второплановые роли в кинофильмах в основном были обусловлены сотрудничеством с Тони Энтони, для которого он также писал сценарии. Голос Ллойда Баттисты можно было услышать на радио в 1974—1982 годах, в качестве чтеца на передаче «Mystery Theatre of the Air». Также принял участие в озвучивании американского мультсериала 1992 года Американские легенды Фейвела.
В дополнение к актёрской карьере, Ллойд Баттиста также активно занимался режиссурой; делал постановки в Нью-Йорке, Питтсбурге и Кливленде, а также радиопостановки для BBC. В 1996 году вышла книга «The Nose knows», в которой Баттиста выступил в качестве ресторанного критика.

## Избранная фильмография
- 1968: Lo straniero di silenzio
- 1971: Слепой — Доминго
- 1976: Time Breaker
- 1983: El tesoro de las cuatro coronas
- 1983: Last Plane Out
- 2003: В аду